# Наталі Чілет
Наталія Чілет Бустаманте (ісп. Nataly Nadeska Chilet Bustamante, нар. 1985) — чилійська модель українського походження, учасниця конкурсу краси з Сантьяго, Чилі. Починала брати участь у конкурсах краси з 2005 року, коли вперше спробувала себе у «Міс Земля Чилі 2005» (Miss Earth Chile 2005). Вигравши національний конкурс, змагалась за нагороду «Міс Земля 2005»  в Манілі, Філіппіни. Посіла там 8-ме місце і також виграла премію Міс Фотогенічність. Першою стала Міс Венесуела Олександра Браун .
У 2006 році Чілет коронувала Хіль Ернандес, як Міс Земля Чилі, яка завоювала титул Міс Земля-2006.
Вона також брала участь у конкурсі Miss Continente Americano 2007 у червні 2007 року, де вона попала у першу шістку. Конкурс відбувся в Гуаякілі, Еквадор і переможницею стала Маріанна Крус, Міс Домініканська Республіка.
У жовтні 2007 року брала участь у заході «Краса заради справи» ("Beauty for a cause"), що відбувався в Домініканській Республіці і в 2008 році вона взяла участь у "Fiesta de la fruta y de las flores" в Амбато, Еквадор.

## Міс Світу-2008
Наталі була обрана як Міс Світу Чилі 2008 в липні 2008. Вона представляла свою країну на Міс Світу 2008 в листопаді в Йоганнесбурзі, Південна Африка. Проте не зайняла високого місця у конкурсі, який виграла Ксенія Сухінова, Міс Росія. 
Як Міс Світу Чилі 2008 року була запрошена у травні 2009 року на Кайманові острови для показу високої моди. У жовтні 2009 року вона представляла Чилі в Reina Hispanoamericana 2009 в Болівії, де отримала нагороду Красиве Обличчя 2009.

## Зовнішні посилання
- Наташа Chilet на Flickr з missmodel.агентство